# 盧世㴶
盧世㴶（1588年—1653年），字德水，一字紫房，晚号南村病叟，山東德州人。明朝政治人物、進士出身。
三十八岁中万历四十三年（1615年）乙卯科山东乡试举人，天啟五年（1625年），登進士，官户部主事，告终养归，起转礼部，授監察御史。清初以原官徵诣京师，谢病归。遂不再出仕，癸巳卒於家，年六十六，有《尊水园集》。